# Ramses al II-lea
Ramses al II-lea (cunoscut ca Ramses cel Mare; Ozymandias, în greacă) a fost al treilea faraon al celei de-a XIX-a Dinastii a Egiptului, Noul Regat. Este considerat cel mai cunoscut și cel mai mare faraon al Egiptului antic. Succesorii săi și poporul egiptean l-au supranumit „Marele predecesor” și-l numesc, și astăzi, cu afecțiune „Sese”. Data încoronării lui Ramses al II-lea, III Shemu ziua 27 (31 mai 1279 î.Hr.), a fost declarată sărbătoare în timpul Dinastiei XX.
Se presupune că a urcat pe tron în jurul vârstei de 24 - 25 de ani și a condus Egiptul din 1279 î.Hr până în 1213 î.Hr.., domnia sa durând 66 de ani și 2 luni, conform scrierilor lui Manetho. Conform anumitor legende ar fi trăit 99 de ani, dar de fapt a trăit până la vârsta de 90 - 91 de ani. Oricum în timpul domniei sale a celebrat 14 festivaluri Sed, mai mult decât oricare alt faraon egiptean. 
Fiind Prinț Regent a condus expediții în sud în Nubia, comemorate în inscripțiile de la Beit el-Wali și Gerf Hussein.
În timpul domniei sale a condus câteva campanii militare în nord, în estul Mării Mediteraneene, pe actual amplasament al Israelului, Libanului și Siriei.
În prima parte a domniei sale s-a axat pe construcția de orașe, temple și monumente și a stabilit capitala în noul oraș Pi-Ramses în Delta Nilului, pe ruinele orașului Avaris, fostă capitală a hiksoșilor. În acest oraș se afla principalul templu a lui Seth.
A fost înmormântat în Valea Regilor în mormântul KV 7., apoi mumia sa a fost mutată într-un loc secret la Deir el-Bahari, fiind descoperită în 1881, iar acum mumia sa se află la Muzeul din Cairo.

## Copilăria

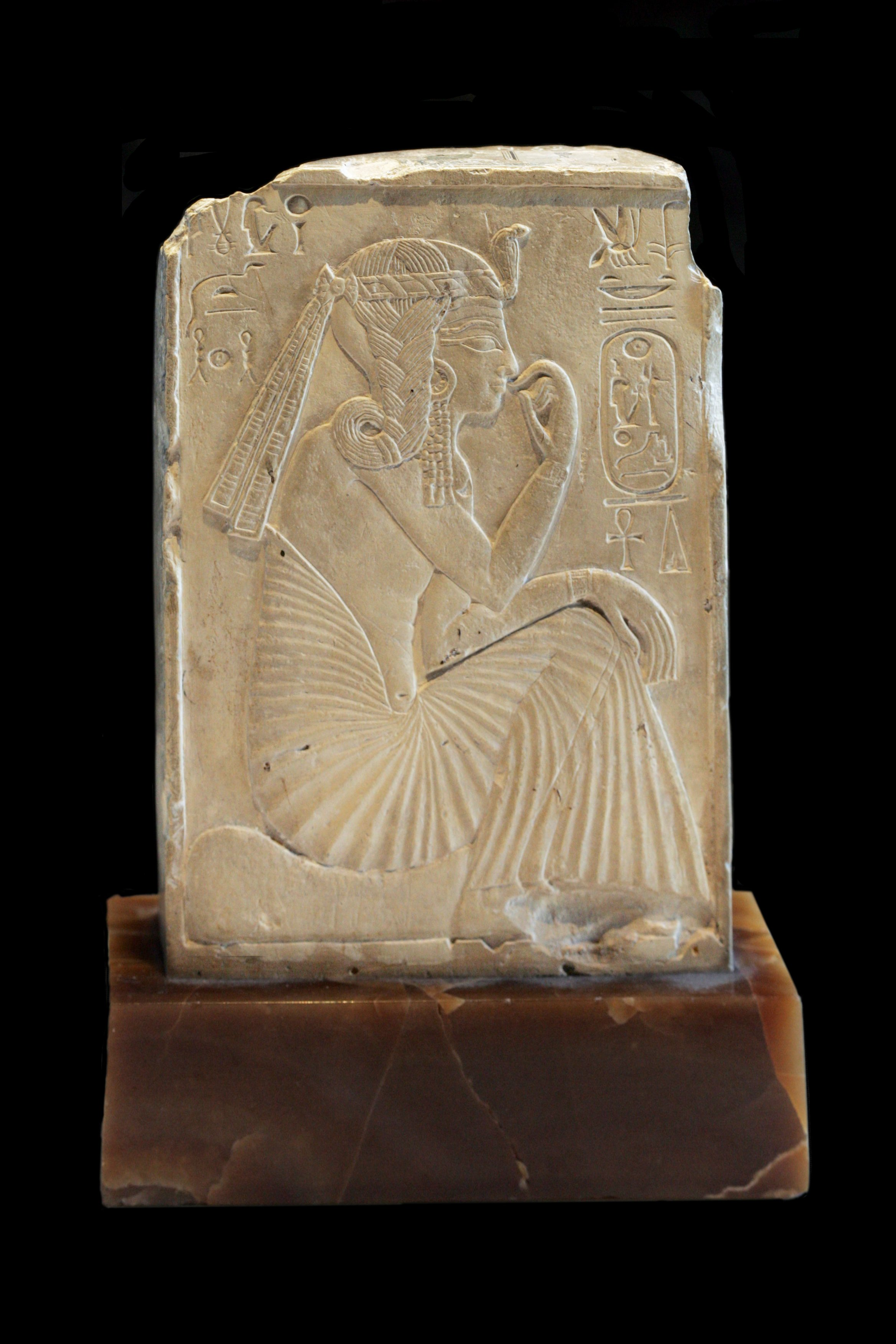
Ramses al II-lea, copil

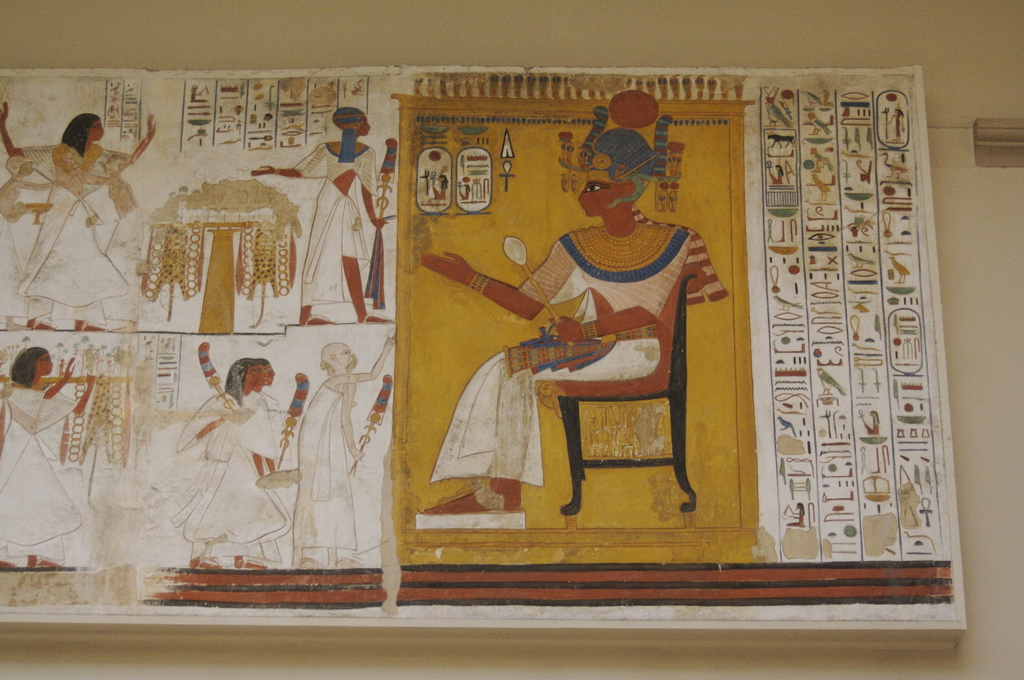
Ramses - prinț regent

S-a născut în anul 1303 î.Hr., iar la vârsta de 14 ani Ramses a fost numit Prinț Regent de către tatăl său Seti I..Ramses al II-lea a fost fiul faraonului Seti I și al marii Soții Regale Tuya. El a avut doi frați. Fratele mai mare Nebchasetnebet, succesorul direct al lui Seti I, dar acesta a decedat la o vârstă fragedă, și sora Tia.
Primul eveniment mare al vieții viitorului faraon a fost, fără îndoială, ascensiunea la tron a bunicului său, Ramses I, Ramses având atunci doar cinci ani. Doi ani mai târziu, în 1290 î.Hr., după moartea lui Ramses I, Seti I, tatăl său, a devenit faraon.
Seti I, pentru a-i oferi o bună educație, a numit cei mai buni oameni de la curte să-i fie mentori. Astfel, Paser Vizirul s-a ocupat de educația sa în tehnica militară, diplomație, finanțe și astrologie. Al doilea profesor menționat este Imenemipet, prieten al lui Ramses din copilărie și vicerege al Nubiei. Dar nu se cunoaște cu ce anume a contribuit acesta la educația viitorului faraon. Tia, a fost un alt mentor al lui Ramses. Acesta a devenit unul dintre cei mai buni prieteni ai faraonului și un om foarte influent când discipolul său devine faraon, merge atât de departe încât îi devine acestuia cumnat, căsătorindu-se cu sora sa omonimă Tia.
Ramses a primit responsabilități de la o vârstă fragedă, la 10 ani fiind numit Comandant al armatei și Supervizor al construcțiilor. O inscripție găsită la Quban, glorifică noile titulaturi ale tânărului Ramses, astfel: Nici un monument nu a fost ridicat fără supravegherea ta, nici o misiune nu a avut loc fără binecuvântarea ta.
Izvoarele indică că Ramses a fost instruit în utilizarea armelor de la o vârstă fragedă, arătând aptitudini naturale în mânuirea acestora și conducea carul de luptă cu îndemânarea unui soldat de carieră. La vârsta de 14 ani, i-a fost permis să ia parte la prima bătălie, însoțind armata egipteană la înâbușirea unei revolte în Libia.

## Prinț Regent

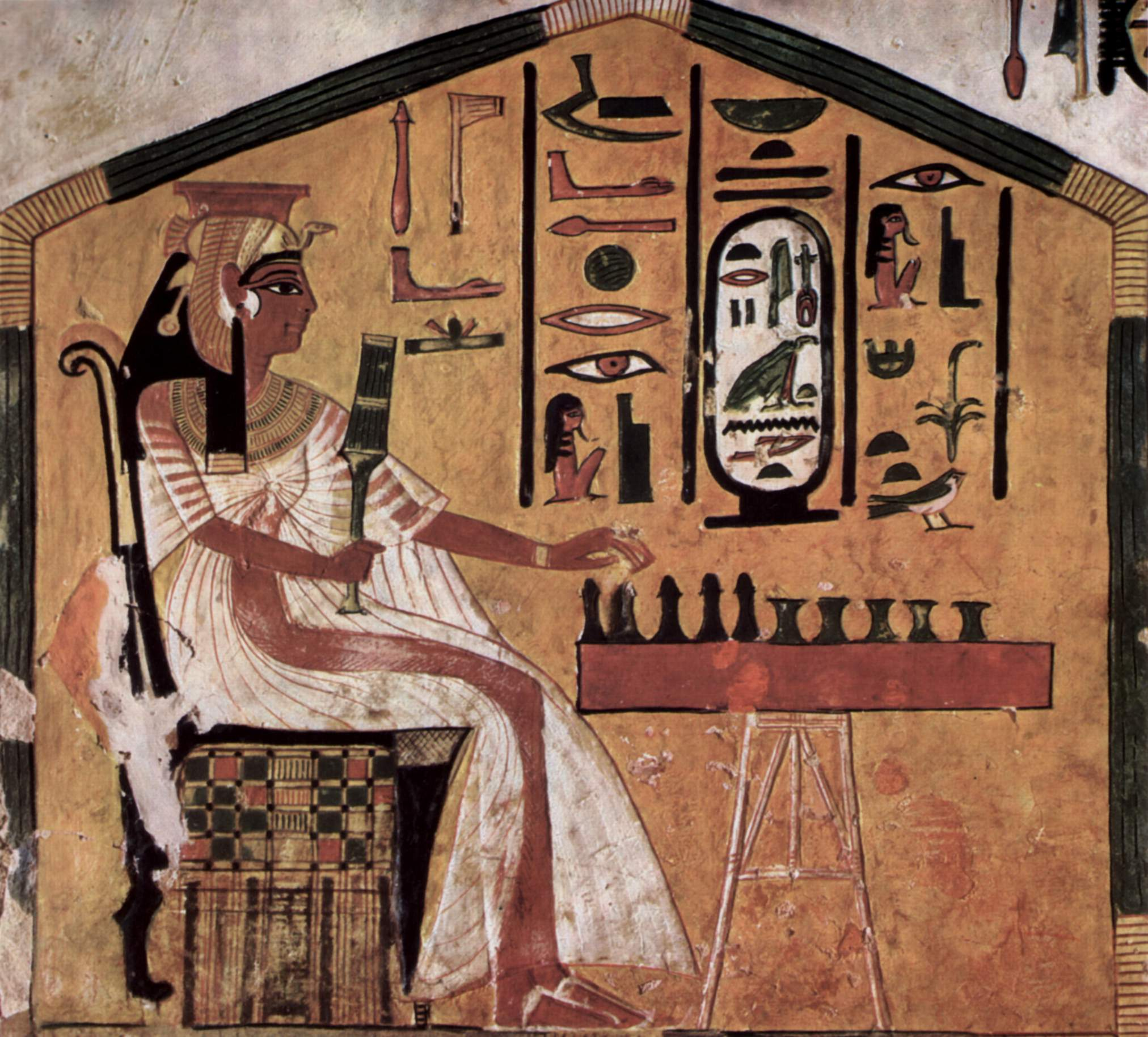
Nefertari

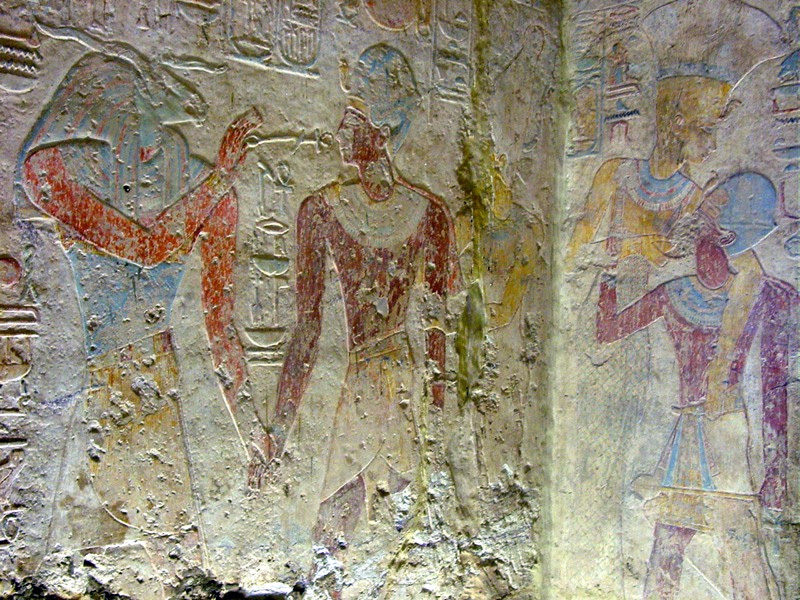
Fresca de la templul Beit el-Wali in care Ramses este calauzit de zei

La întoarcerea din campania din Libia, tatăl său l-a numit Prinț regent. Seti I a luat această decizie în cel de-al șaptelea an al domniei sale, datorită pericolului pe care-l reprezentau preoții zeului Amon, care deveniseră foarte puternici după perioada Amarna. Atât de puternici încât erau în postura să pună în pericol autoritatea faraonului și a succesorului acestuia. Acest fapt s-a datorat faptului că Seti I, ca și tatăl său, Ramses I, nu erau de viță regală. Ramses I a fost un general de armată numit Pramses, care a succedat la tron după moartea altui general, Horemheb. 
Prin această manevră politică Seti I a pus capăt posibilității ca preoțimea Amon să succeadă la tron după moartea sa.
Ramses era acum cunoscut ca User-Maat-Ra Ramses, adică Puternic în Adevăr(Maàt) și în Ra, Fiul lui Ra.
Se spune că Ramses a trăit cu complexul rădăcinilor lui mai puțin nobile. Într-o înscripție de la Abydos comemorând drepturile sale divine date prin naștere, consemnează:
Men-Maat-Ra (Seti) m-a crescut, iar Zeul Zeilor m-a avansat la conducere deși am fost doar un copil. Încă de pe vremea când eram în Ou, el mi-a dat pământul. Curtenii au sărutat pământul în urma mea, cînd am fost numit Primul Fiu ... și cînd m-am ocupat de afacerile celor Două Țări fiind comandant al infanteriei și al cavaleriei. Când tatăl meu s-a ridicat în fața poporului (cu mine în brațele lui) le-a spus așa: “ Să-l creșteți ca pe un rege, să pot să-i văd frumusețea cât timp voi trăi.” 
Ramses sugerează în acest text că s-ar fi născut din Oul divin, deși, era conștient de faptul că s-a născut ca un om de rând, din viță de oameni simpli.
După numirea sa ca Prinț Regent a fost instalat în propriul său palat în orașul Smyrna împreună cu soția sa, Nefertari.
Anii Domniei :

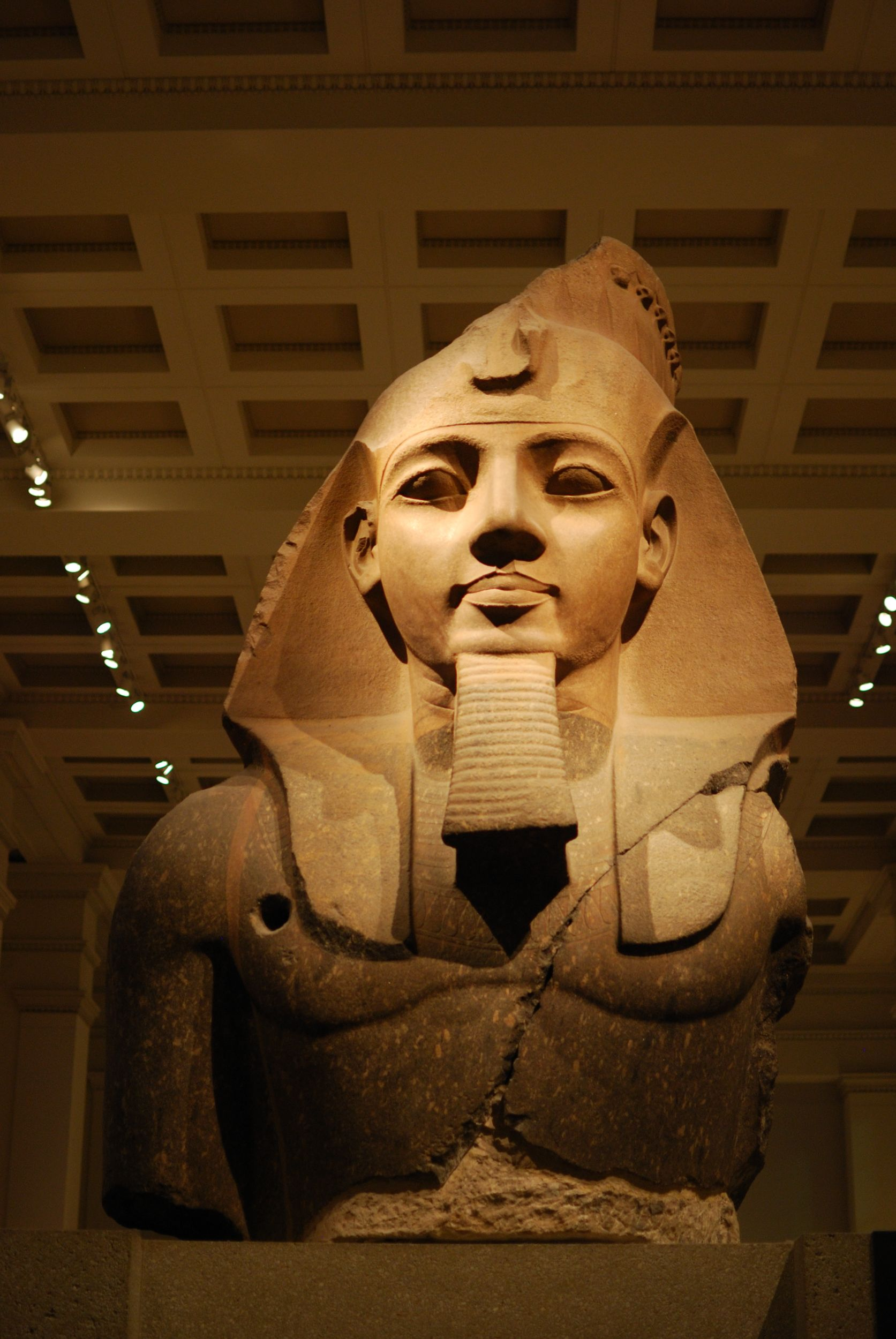
Bustul colosal al lui Ramses al II-lea

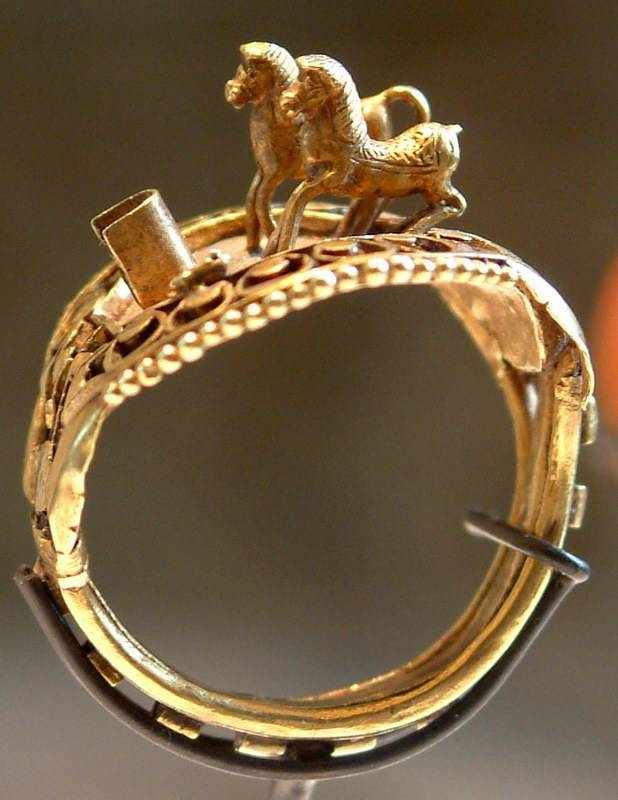
Inelul lui Ramses al II-lea, cu caii săi favoriți (Muzeul Louvre)

Seti I a murit în jurul 1279 î.Hr., la vârsta de aproximativ 50 de ani. Funeraliile lui Seti conform tradiției au durat 70 de zile.
Încoronarea lui Ramses al II-lea a avut loc la festivalul Shemu (31 mai 1279 î.Hr.), având vârsta de aproximativ 24 - 25 de ani. Deși încoronat, Ramses era bântuit de faptul că nu este de sânge regal. Pentru a depăși această condiție, s-a străduit să dovedească faptul că este demn de titlul regal. Astfel, în timpul domniei sale a încercat să exceleze în campanii militare, construcții, religie și nu în ultimul rând, în scrieri care să-i pomenească numele. 

### Campanii militare

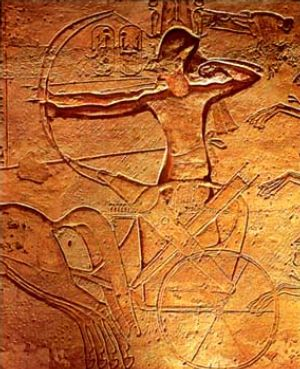
Ramses al II-lea în Bătălia de la Kadesh

În al doilea an, Ramses al II-lea i-a învins în mod decisiv pe pirații Shardana, care au provocat ravagii de-a lungul coastei mediteraneene din Egipt, prin atacarea navelor de marfă.
În al patrulea an al domniei, a inițiat prima campanie în Siria, și a comemorat-o prin ridicarea unei stele în apropiere de Beirut. Multe căpetenii caananite au fost luate în captivitate în Egipt. Ramses le-a jefuit apoi pe cǎpeteniile asiatice în propriile lor țări, întorcându-se în fiecare an, la sediul său, la Ribla, cu tribut. În vara celui de-al patrulea an al domniei începe o campanie pentru a prelua puterea în Levant. Străbate Canaanul, preluând controlul tuturor porturilor feniciene, apoi cucerește orașul hitit Amurru. Lăsându-și o parte dintre cei mai buni soldați să-l apere, Ramses se întoarce triumfător în Egipt. Tratatul de pace dintre Egipt și Imperiul Hitit se năruie, iar întreaga regiune devine un vulcan gata să erupă în orice moment.
Fiind un bun strateg, Ramses a început șă-și întărească sistemul defensiv la granițele regatului, astfel încât și-a întărit granița din nord-vest în zona Deltei Nilului, pentru a putea preîntâmpina orice atac din partea nomazilor libieni. Același lucru l-a făcut și la granița nord estică pentru a preveni atacurile din partea canaaniților. Având granițele consolidate, Ramses, a reușit să se relaxeze din punct de vedere militar și să-și pregătească în liniște armata pentru viitoarele campanii. 
Prin această campanie, Ramses a reușit să-și asigure o mare parte din țărmul estic al Mediteranei, prin cucerirea porturilor feniciene, capturând și flota acestora. În acest fel, devine capabil să lanseze oricând o ofensivă asupra hitiților, atât pe mare cât și pe uscat prin cucerirea orașului Amurru și implicit a unei bune părți din Siria.
Hitiții conștientizând acest lucru recuceresc orașul Amurru, dar campania lor spre Egipt se oprește datorită pericolului pe care-l reprezentau asirienii la granița estică. Astfel, dominația puterilor în Levant era sub semnul întrebării.

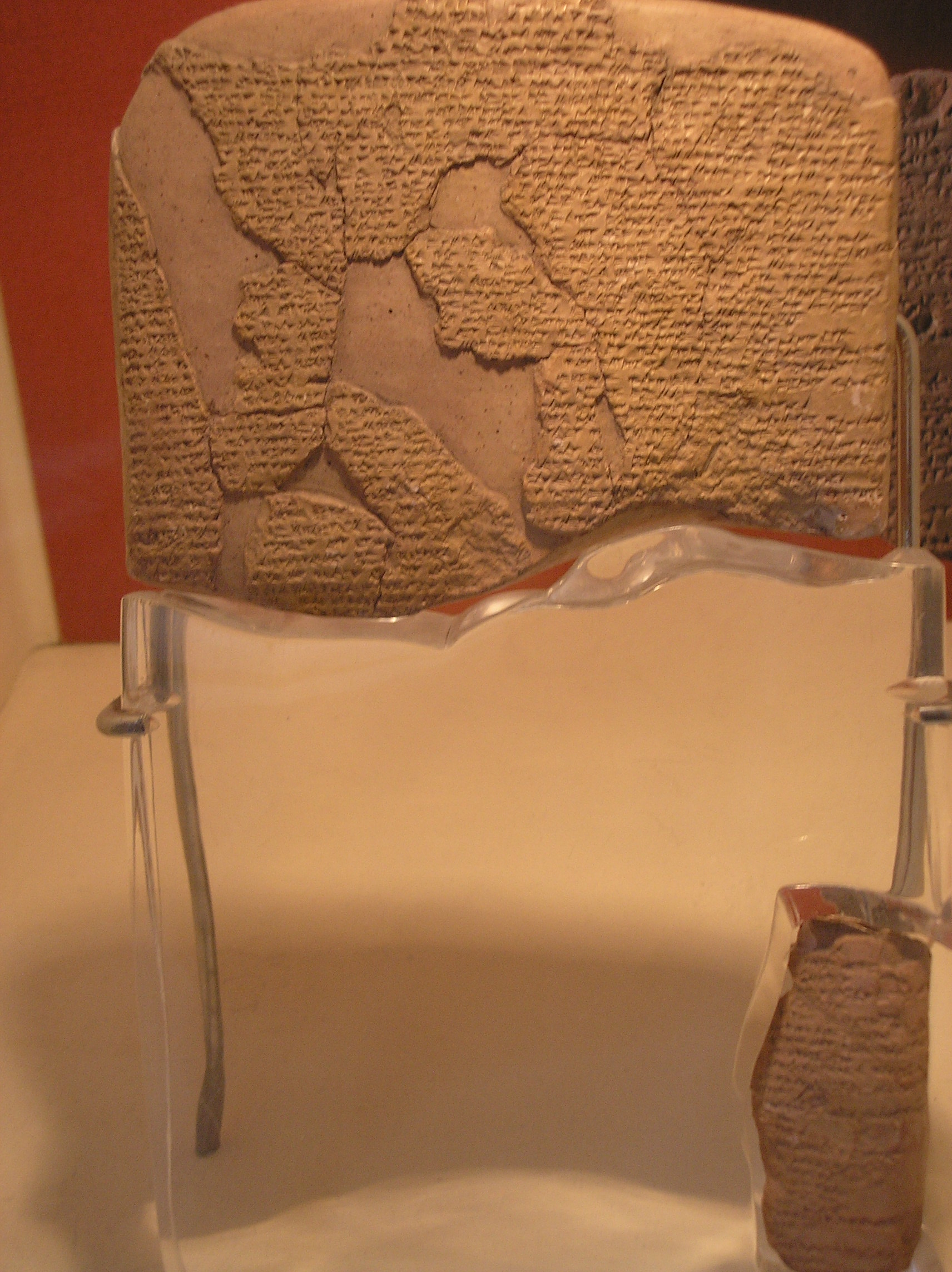
Tratatul de pace de la Kadesh, cel mai vechi tratat de pace cunoscut (Muzeul de Arheologie din Istanbul)

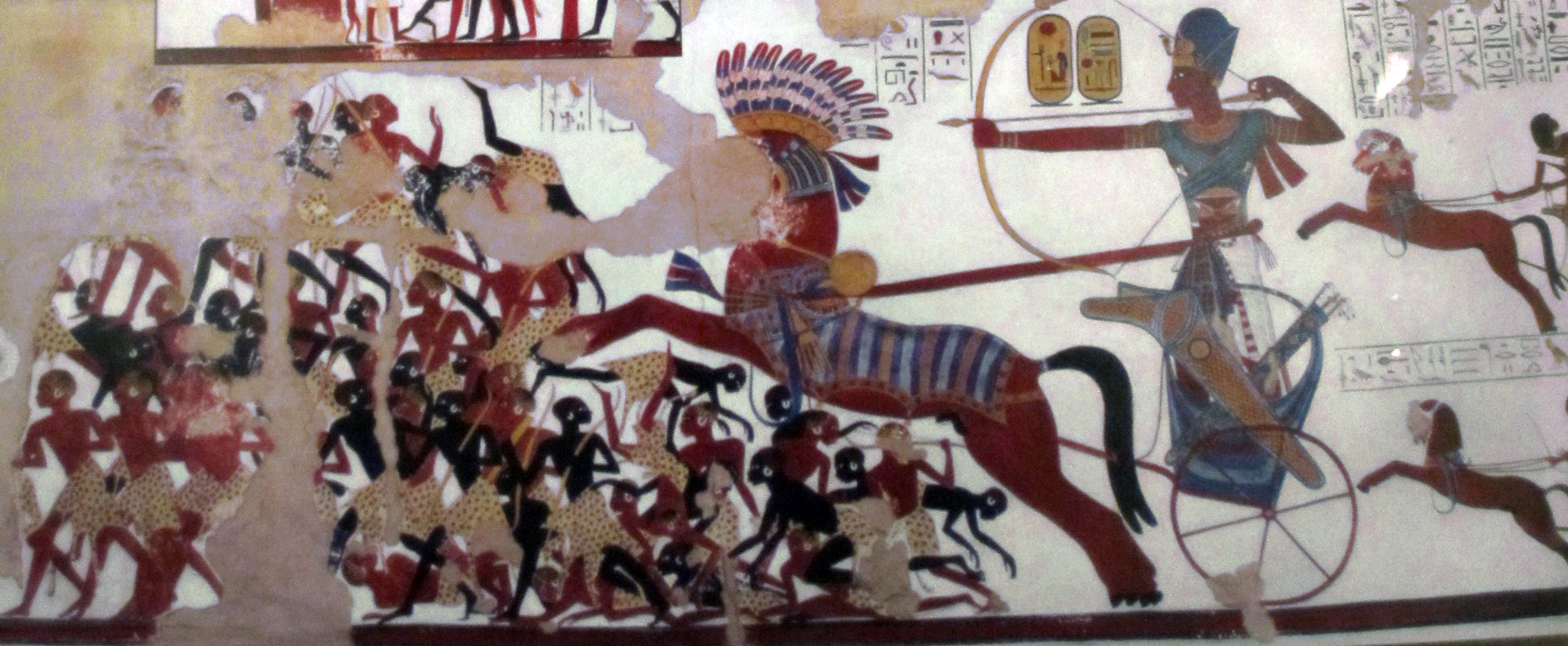
Campania lui Ramses in Nubia

În primăvara lui 1274 î.Hr, anul al cincilea al domniei lui Ramses, Imperiul Hitit aliat cu Anatolia și Siria, hotărăsc să atace teritoriul nordic al Egiptului. Regele hitit, Muwatallis al II-lea conducea forțele aliate formate din două contingente a câte 18.000 de soldați fiecare și 2.500 care de luptă. Ramses avea să riposteze cu o armată formată din 20.000 de soldați și care de luptă. Numărul de efective al celor două tabere, nu sunt susținute de dovezi exacte, dar confruntarea finală rămâne în istorie cunoscută drept una dintre cele mai mari bătălii ale antichitații, Bătălia de la Kadesh. Deznodământul bătăliei a fost incert, fiecare parte declarându-se victorioasă. După bătălie, Muwatallis al II-lea îi propune lui Ramses al II-lea un tratat de pace, dar acesta îl refuză.
La vârsta de 22 de ani, Ramses a inițiat o altǎ campanie în Nubia, însoțit de doi dintre fiii sǎi, printre care Amun-her-khepeshef și Khaemwaset. Deși, în timpul domniei lui Ramses, Nubia era colonie de 200 de ani, cucerirea ei a fost consemnatǎ pe frescele templelor de la Beit el-Wali, ridicate de acesta.
Următorii șaisprezece ani ai domniei sunt dominați de o serie de revolte în zona Canaanului și a fenicienilor care, sprijiniți și de hitiți, nu mai doreau să accepte autoritatea egipteană. Astfel, Ramses, a fost nevoit să conducă repetate intervenții armate pentru înăbușirea revoltelor.
Conflictele egipteano - hitite iau capăt în anul 1258 î.Hr. când Ramses al II-lea încheie un tratat de pace cu regele hitit Hattușil al III-lea. 
Ramses a fost de acord să semneze tratatul cu condiția să se specifice că hitiții au fost responsabili pentru încălcarea tratatului anterior agreat de Akhenaten și Suppiluliumas. De asemenea tratatul prevedea un pact de neagresiune și alianță în cazul în care cele două părți sunt atacate de o a treia parte, sprijin reciproc în înăbușirea revoltelor interne, extrădarea oponenților politici și delimitarea frontierelor. Copii inscripționate ale tratatului s-au găsit la Ramesseum și pe pereții Templului din Karnak.

### Construcții
Anii de domnie ai lui Ramses nu au fost caracterizați doar de campaniile militare, de asemenea, domnia sa a rămas în istorie și pentru construcțiile grandioase ridicate în timpul său, și mai ales datorită acestora, având în vedere că istoria domniei sale s-a putut scrie datorită mărturiilor inscripționate pe coloanele sau pe pereții edificilor sale. Printre cele mai importante monumente care s-au construit în anii săi de domnie se pot aminti: Abu Simbel și Ramesseum.
Pentru realizarea edificilor sale, nu a ezitat să treacă la demolarea clădirilor și a monumentelor ridicate de către Akhenaton sau alți predecesori, pentru refolosirea materialelor de construcții și pentru discreditarea acestora.

#### Abu Simbel

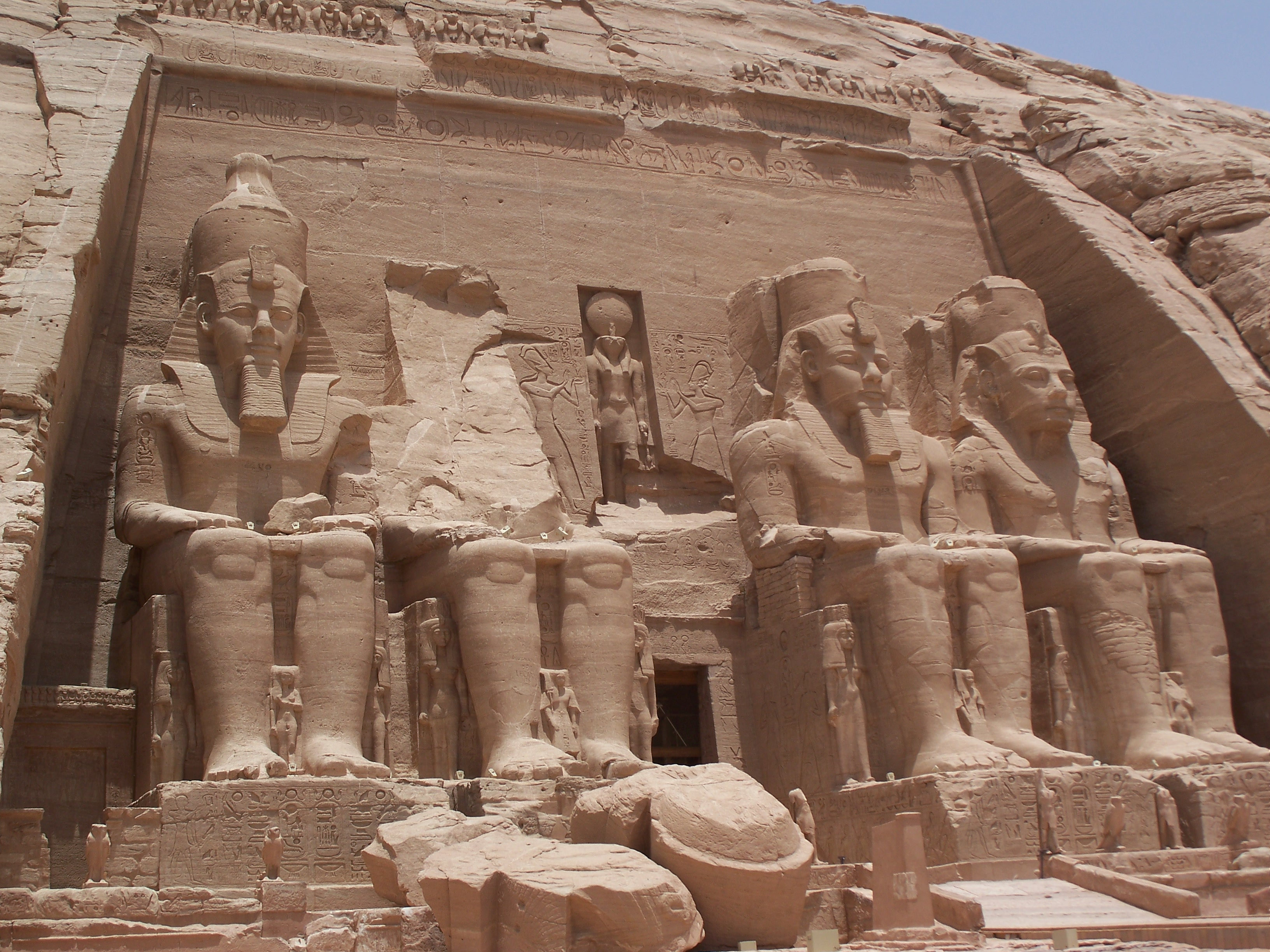
Fațada templului principal din Abu Simbel

Cea mai cunoscută construcție a lui Ramses al II-lea este, fără îndoială, templul din Abu Simbel, ansamblu arhitectural localizat în sudul Egiptului, în lunca Nilului, la sud de orașul Assuan.
Construit în stânca muntelui, ansamblul este format din două temple, unul mai mare dedicat lui Ramses și unul de dimensiuni mai mici dedicat soției sale Nefertari.
Templul dedicat lui Ramses este săpat în stâncă pe o lungime de aproximativ 55 de metri, fațada este împodobită cu patru statui colosale ale lui Ramses având fiecare o înălțime de peste 20 de metri. Între picioarele statuii lui Ramses sunt sculptate statui mai mici reprezentând pe Tuya (mama sa), Nefertari și unii dintre copiii săi.
Sala mare, care se deschide imediat după antreu, este sprijinită de opt coloanele masive, aranjate în două rânduri de câte patru. Fiecare dintre acestea fiind o statuie a lui Ramses, întruchipat cu atributele lui Osiris. Pe pereții sălii sunt pictate episoade din Bătălia de la Kadesh.
Templul de dimensiuni mai mici construit în aceeași perioadă, este dedicat soției Nefertari și zeiței Hathor. Acesta chiar dacă este mai redus în dimensiuni decât templul dedicat lui Ramses este impresionant, de asemenea. Fațada constând în șase statui, patru reprezentându-l pe Ramses și două pe Nefertari, având fiecare o înălțime de cel puțin nouă metri.

#### Ramesseum

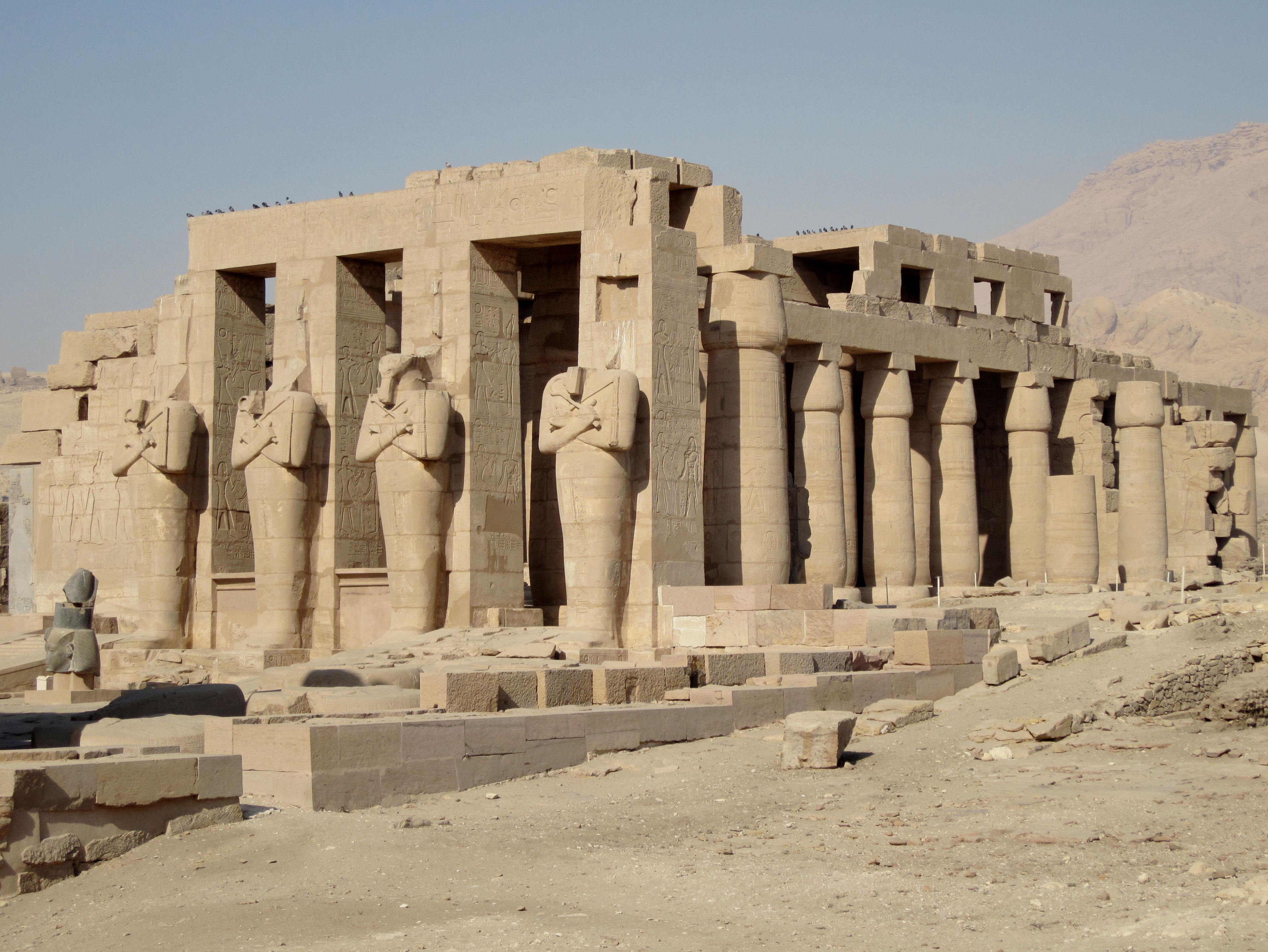
Ramesseum

Au durat două decenii pentru finalizarea acestui vast complex arhitectural având drept scop celebrarea cultului lui Ramses. Misiunea de a construi acest ansamblu i-a revenit lui Penra, arhitectul său, care, cu siguranță, nu i-a înșelat așteptările. Ramesseum a fost construit pe malul stâng al Nilului, în zona orașului Teba. Având 300 de metri lungime și 195 metri lățime. A fost dotat chiar și cu un port pentru acostarea vasele în timpul ceremoniilor.
Clădirea principală, cu o structură foarte asemănătoare altor temple din timpul Noului Regat, era formată din două curți, cu coloane imense, o sală principală pentru oficierea festivităților, alte trei săli și un sanctuar. Coloanele sunt decorate cu scene din Bătălia de la Kadesh. În interiorul sălii principale este reprezentată bătălia care a dus la cucerirea orașului Dapur.
Complexul arhitectural a inclus, de asemenea, un palat, hambare și două temple mai mici, dedicate mamei sale Tuya și soției Nefertari. Ramesseum, prin urmare, ar putea fi definit ca un fel de oraș al religiei, pentru că a inclus, pe lângă templu principal, un număr vast de clădiri, unele dintre acestea având funcții rezidențiale. Au fost construite, de asemenea, ateliere, antrepozite și chiar și o școală pentru cărturari, "Casa Vieții", un loc unde scribii își elogiau suveranul. 
Întreg complexul a fost inconjurat de ziduri asemeni unei cetăți. Pentru ridicarea complexului Ramesseum s-au folosit și materiale de construcții rezultate din demolarea altor edificii ridicate de predecesorii săi.
În fața ruinelor, se află o sculptură gigant reprezentându-l pe Ramses, care inițial avea o înălțime de 17 metri și o greutate de 1000 de tone, în prezent din aceasta rămânând doar baza și capul, alte părți componente aflându-se în diferite muzee ale lumii.

#### Pi-Ramses
Construcția orașului Pi-Ramses Aa-nakhtu (tradus: Casa lui Ramses - Mare Învingător) a început în cel de-al cincilea an al domniei, devenind apoi, reședință regală. Orașul a fost construit în partea de est a Deltei Nilului, în apropierea ruinelor orașului Avaris, fostă capitală a suveranilor hiksoși. Avaris a fost, de asemenea, și reședința de vară a tatălui său, Seti I.
Noua reședință se afla într-o zonă foarte bogată. Pământurile roditoare și apele saturate de pește asigurând aprovizionarea cu hrană a rezidenților. Populația orașului a fost compusă, atât din egipteni, cât și din emigranți din Libia, Nubia, Canaan și Amurru.
Amplasamentul reședinței la granița de est, a avut și rol militar, deoarece această zonă era expusă în continuu pericolului invaziilor din Asia Mică. Iar politic, această mutare, a redus considerabil puterea, în ascensiune, a clerului din Teba.
Istoria orașului Pi-Ramses, a fost de scurtă durată, deoarece suveranii dinastiei a XXI-a, la doar un secol după moartea lui Ramses, au decis să mute capitala la Tanis. Părăsit, Pi-Ramses a rămas pradă jefuitorilor.

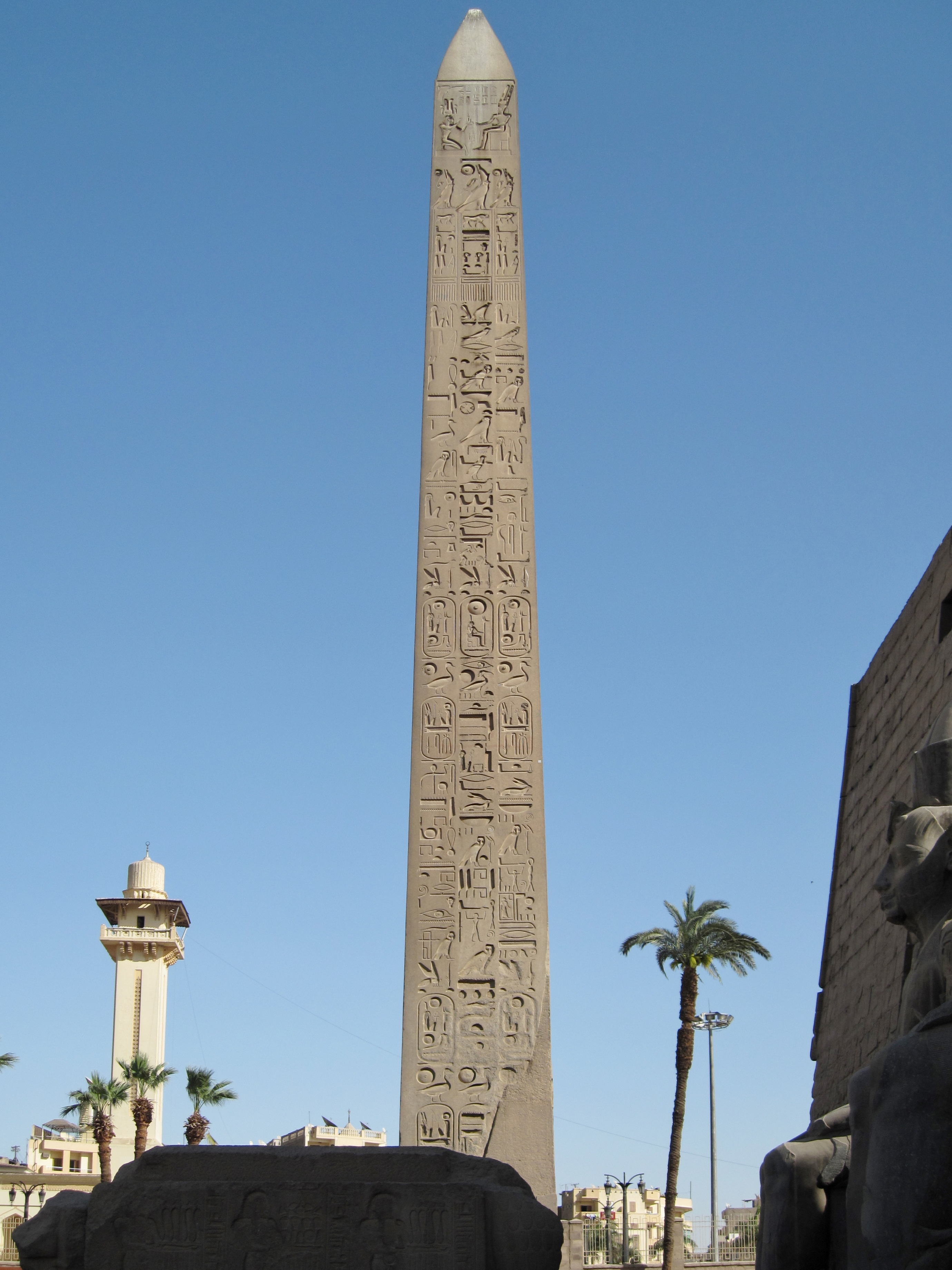
Obeliscul de la Luxor

### Rolul său religios

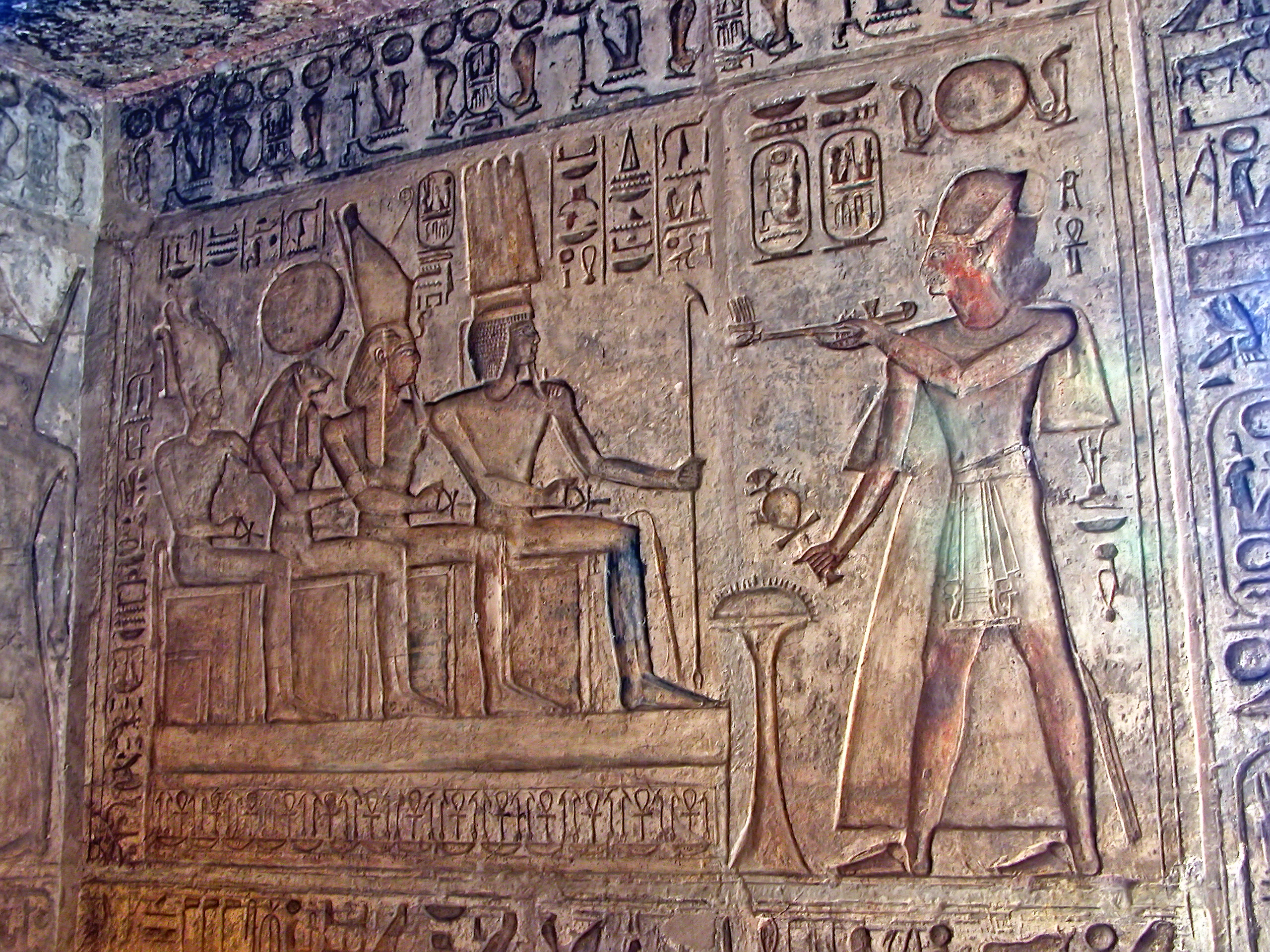
Fresca de pe templul Wadi es-Sebua in care Ramses aduce omagiu zeilor

Ce l-a împins pe Ramses să construiască atâtea monumente în onoarea lui, mai multe decât oricare alt predecesor al său?
Pentru a înțelege această întrebare, în primul rând, trebuie să înțelegem conceptul de monumente egiptene. Ele nu au fost concepute ca monumente arhitecturale, ci ca o legătură directă între semizeu și divinitate. Prin ridicarea templelor, faraonul satisfăcea nevoile zeilor, făcându-le astfel un serviciu. Iar dacă zeii erau fericiți și poporul Egiptului era fericit, iar meritele pentru această fericire îi revenea faraonului, în calitatea sa de persoană semi-divină, faraonul constituia legătura între popor și divinitate. 
Ramses, deși era considerat a fi o ființă semi-divină, afișa nesiguranță și vanități omenești. El a dorit să arate poporului său și zeilor că este demn de statutul său divin și că este mai bun decât predecesorii săi. În acest scop a umplut Egiptul de inscripții cu titlurile, victorile și meritele sale ca suveran și ca semizeu. De altfel, pe o inscripție din perioada sa sunt menționate următoarele:
Fă cunoscute faptele tale în întreaga lume, astfel încât toți să te gratuleze.
Ramses a fost responsabil pentru ștergerea perioadei Amarna din istorie. Mai mult decât atât, a început să distrugă sistematic monumentele Amarna și a făcut presiuni să schimbe structura preoțimii și ritualurile religioase, încercând să le aducă la forma în care erau înainte de domnia lui Akhenaton.

#### Festivalurile Sed
După ce a domnit timp de 30 de ani, Ramses s-au alăturat grupului select format doar dintr-o mână de faraoni ai Egiptului, care au fost atât de longevivi. Prin tradiție, în anul 30 al domniei, s-a sărbătorit festivalul Sed, iar Ramses a fost transformat în cadrul festivalului în zeu . Acest festival se celebrează, apoi, la fiecare trei ani până la moartea faraonului.

## Sfârșitul

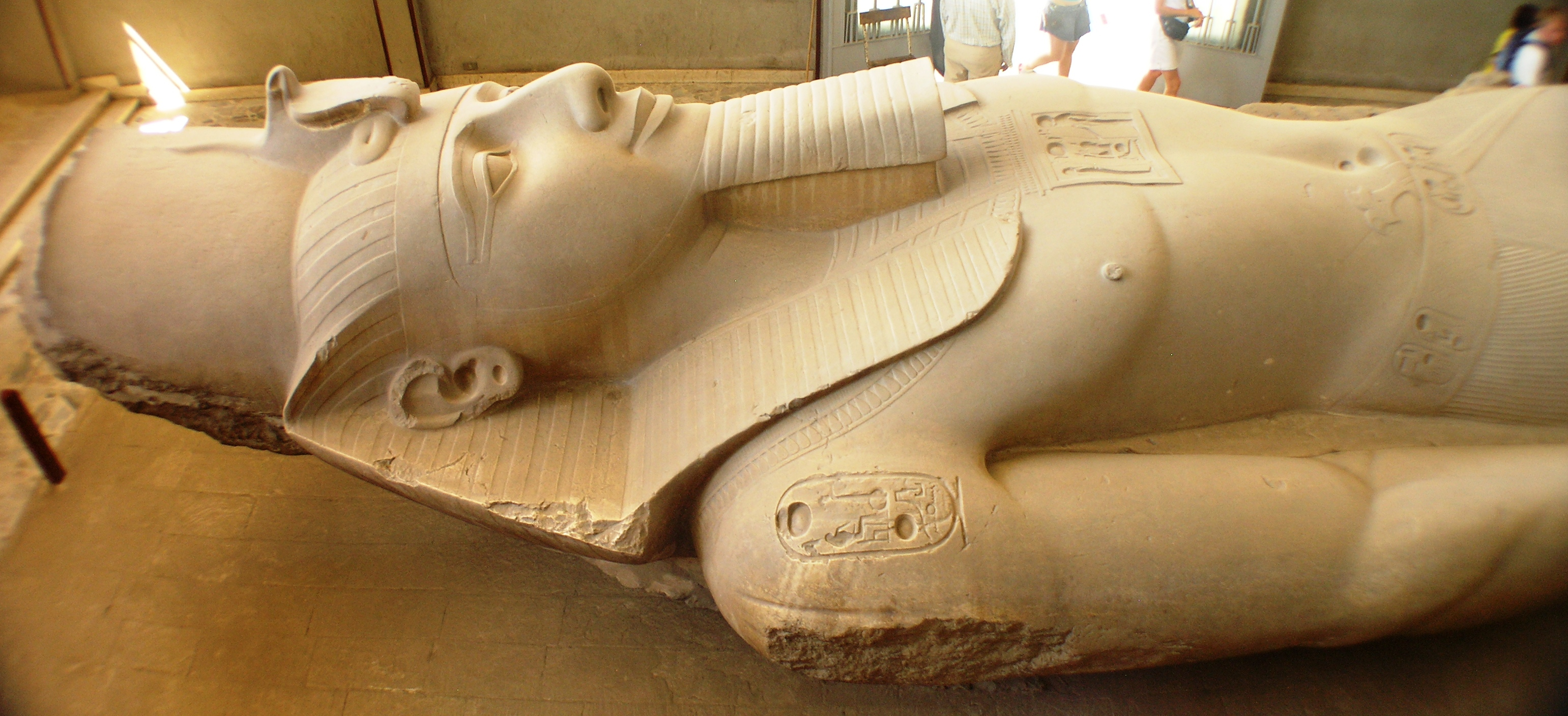
Colosul lui Ramses din Memphis

Înainte să moară Ramses suferea de grave probleme dentare și de asemenea, avea probleme cu circulația sângelui, din pricina arteritei.
Ramses a murit la Pi-Ramses pe data de 1 septembrie 1213 î.Hr., domnind peste Egipt aproape șaizeci și șapte de ani. Răspândirea știrii morții faraonului a umplut Egiptul de lacrimi și durere. Cei mai mulți dintre contemporanii săi nu cunoscuseră un alt suveran și credeau că lumea se va sfârși odată cu moartea acestuia.
Ceremonia de mumificare a durat șaptezeci de zile, conform tradiției. Procesul de mumificare presupune, printre altele, înlăturarea organelor din corp, în timpul acestei operații dintr-o eroare lui Ramses i-a fost îndepartată și inima, aceasta a fost repusă în corpul faraonului, dar într-o poziție greșită.
După finalizarea ceremoniilor de mumificare, mumia lui Ramses a fost condusă pe ultimul drum de un cortegiu funerar naval pe Nil, până la Teba, în fruntea cortegiului fiind nava succesorului său Merenptah. Mumia a fost depusă în mormântul săpat în stâncile din Valea Regilor. După depunerea mumiei și a comorilor în mormânt, intrarea mormîntului a fost sigilată.
După moartea lui Ramses al II-lea, nouă succesori ai săi, suverani ai Egiptului antic i-au purtat numele, dar nici unul nu a reușit să-l egaleze în măreție.

## Istoria mumiei

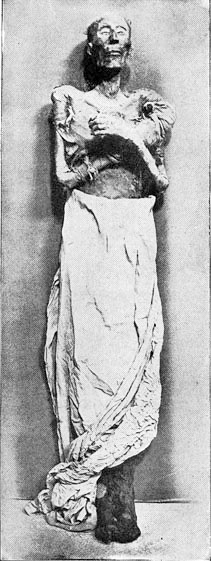
Mumia

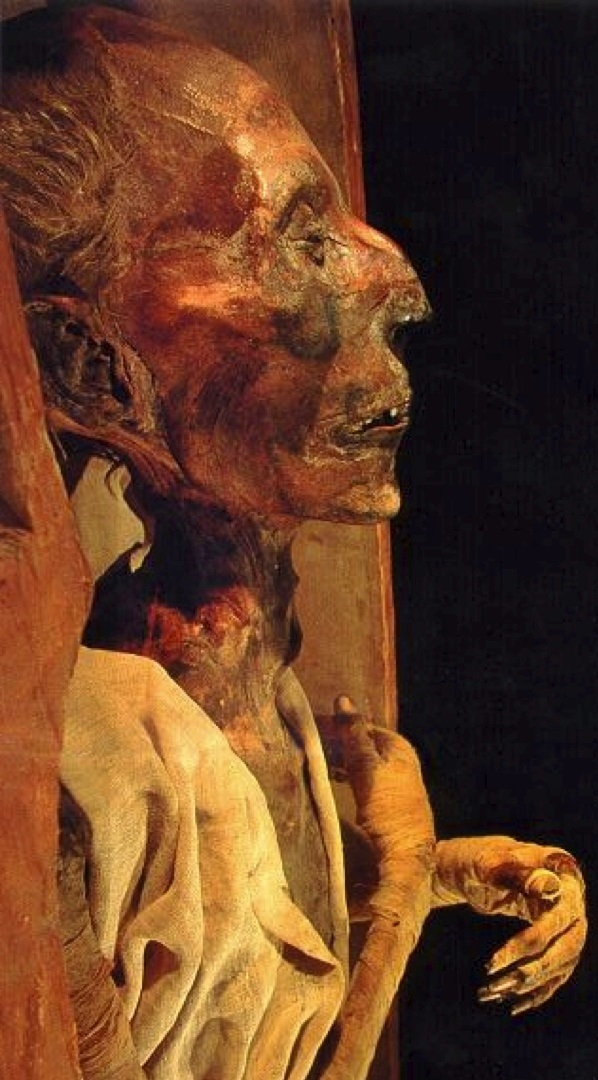
Mumia faraonului Ramses al II-lea expusă în Muzeul din Cairo

La câteva decenii după moartea lui Ramses, în timpul Dinastiei XXI, mormântul său a fost jefuit și multe din comorile depuse au dispărut. Astfel, începe istoria, plină de peripeții, a mumiei lui Ramses.
Aceasta a fost mutată de mai multe ori de către preoții egipteni în diferite alte morminte, cum ar fi: mormântul tatălui său (KV17) sau al reginei Inhapy, pentru a o feri de alte jafuri.
În jurul anului 1000 î.Hr., mumia lui Ramses al II-lea, împreună cu alte mumii, inclusiv a bunicului său Ramses I și a tatălui său Seti I, au fost depuse într-o grotă secretă de lângă templul lui Hatșepsut din Deir el-Bahari, lângă Teba. Au rămas aici până în anul 1881, când a fost decoperită de un jefuitor de morminte Muhammad Abd Al-Rasul. Muhammad a fost arestat, iar în timpul procesului a dezvăluit autorităților locul unde se aflau mumiile. Acestea fiind, ulterior, transportate, de către egiptologul Gaston Maspero, la Muzeul din Cairo.
În anul 1974, s-a observat că datorită condițiilor nu tocmai optime în care era depozitată, mumia a început să se degradeze. Pentru stoparea degradării, s-a decis să fie transportată la Paris, la Muzeul Luvru, pentru depistarea cauzei. În acest scop, pentru acest transport, i s-a întocmit pașaport.
La Paris, mumia lui Ramses a fost întâmpinată pe aeroport, cu onoruri militare, de către președintele Franței, Valery Giscard d'Estaing și de ministrului francez al educației și cercetării .
Oamenii de știință au constatat că degradarea mumiei se datora unei banale ciuperci, care a fost îndepartată. De asemenea, i s-a întocmit o necropsie, stabilindu-se ca și cauză probabilă a decesului, infecțiile provocate de abcesele dentare.
După aceste teste, mumia a fost transportată înapoi în Egipt, revenind la Muzeul din Cairo. După revenirea în Egipt, a fost vizitată de președintele egiptean Anwar Sadat și soția acestuia.

## Faraonul Exodului
Încă de pe vremea lui Eusebiu din Cezareea, Ramses al II-lea a fost identificat ca fiind faraonul căruia Moise i-ar fi cerut să elibereze din sclavie poporul lui Israel.
Această teorie este adesea disputată și controversată, criticii menționând că nu există nicio dovadă arheologică, care să demonstreze că Ramses s-ar fi înecat în Marea Roșie. De altfel, Exodul nu face nici o mențiune în sensul că faraonul s-ar fi înecat împreună cu trupele sale, însă Psalmul 136 al lui David menționează acest fapt.
De asemenea, criticii acestei teorii susțin că nu există dovezi, care să indice că, în timpul domniei lui Ramses al II-lea, ar fi existat plăgile, care s-au abătut asupra Egiptului, menționate în Biblie.
În conformitate cu tradiția musulmană, fiul lui Ramses, Merenptah, este creditat ca fiind faraonul Exodului, dar nici pentru această teorie nu există nici o dovadă.